# Sara Svensk
Sara Svensk (* 12. April 1989 in Göteborg) ist eine schwedische Duathletin und Triathletin. Sie ist nationale Duathlon-Meisterin (2016), zweifache Meisterin auf der Triathlon-Mitteldistanz (2015, 2018), zweifache Ironman-Siegerin (2019, 2021) und wird als schnellste Schwedin in der Bestenliste der Triathletinnen auf der Ironman-Distanz geführt.

## Werdegang
2015 und erneut 2018 wurde Sara Svensk schwedische Meisterin auf der Triathlon-Mitteldistanz.
Im Juni 2018 wurde sie Dritte bei den Ironman 70.3 European Championships im Rahmen des Ironman 70.3 Kronberg-Elsinore.

### Siegerin Ironman 2019
Im Oktober 2019 konnte Sara Svensk im Ironman Barcelona (3,86 km Schwimmen, 180,2 km Radfahren und 42,195 km Laufen) das Rennen nach 8:34:10 Stunden mit neuem Streckenrekord für sich entscheiden, die neuntbeste Zeit einer Frau auf der Ironman-Distanz sowie einen neuen schwedischen Landesrekord einstellen.

### Siegerin Ironman 2021
Im März 2021 wurde sie Dritte im Ironman 70.3 Dubai.
Im November gewann die 32-Jährige mit neuem Streckenrekord und persönlicher Bestzeit auf der Ironman-Distanz mit dem Ironman Mexico ihr zweites Ironman-Rennen und stellte die schnellste je bei einem Rennen der Ironman-Serie erzielte Zeit ein.
Von der Professional Triathletes Organisation (PTO) wird diese Zeit allerdings nicht anerkannt, da die Strecken beim Schwimmen und Laufen als irregulär eingestuft wurden.
Im Mai 2023 wurde die 34-Jährige auf Ibiza Vize-Weltmeisterin auf der Triathlon-Langdistanz.
Im Oktober 2024 wurde die Schwedin Zweite im Ironman Barcelona.

## Sportliche Erfolge
| Datum/Jahr    | Rang | Wettbewerb                                                    | Austragungsort | Zeit     | Bemerkung                                                                |
| ------------- | ---- | ------------------------------------------------------------- | -------------- | -------- | ------------------------------------------------------------------------ |
| 11. Mai 2024  | 3    | Ironman 70.3 Mallorca                                         | Alcúdia        | 04:23:47 |                                                                          |
| 7. Aug. 2021  | 2    | Ironman 70.3 Gdynia                                           | Gdynia         | 04:09:58 |                                                                          |
| 12. März 2021 | 3    | Ironman 70.3 Dubai                                            | Dubai          | 04:05:17 |                                                                          |
| 6. Dez. 2020  | 8    | PTO Professional Triathletes Organisation World Championships | Daytona Beach  | 03:35:00 | PTO-Weltmeisterschaft (2 km Schwimmen, 80 km Radfahren und 18 km Laufen) |
| 26. Mai 2019  | 1    | Ironman 70.3 Austria                                          | St. Pölten     | 04:26:05 | [ 5 ]                                                                    |
| 17. Juni 2018 | 3    | Ironman 70.3 European Championships                           | Helsingør      |          | beim Ironman 70.3 Kronborg-Elsinore                                      |
| 2018          | 1    | SWE Middle Distance Triathlon National Championships          | Schweden       | 04:11:03 |                                                                          |
| 10. Sep. 2017 | 3    | Ironman 70.3 Rügen                                            | Binz           |          | [ 6 ]                                                                    |
| 25. Juli 2015 | 1    | SWE Middle Distance Triathlon National Championships          | Jönköping      | 04:32:50 |                                                                          |

| Datum/Jahr    | Rang | Wettbewerb                                      | Austragungsort | Zeit     | Bemerkung                                                       |
| ------------- | ---- | ----------------------------------------------- | -------------- | -------- | --------------------------------------------------------------- |
| 1. Juni 2025  | DNF  | Ironman Hamburg                                 | Hamburg        | –        | Ironman European Championships                                  |
| 7. Okt. 2024  | 2    | Ironman Barcelona                               | Calella        | 08:36:13 |                                                                 |
| 14. Okt. 2023 | 27   | Ironman Hawaii                                  | Hawaii         | 09:17:55 |                                                                 |
| 7. Mai 2023   | 2    | ITU Long Distance Triathlon World Championships | Ibiza          | 06:02:10 | Vize-Weltmeisterin auf der Triathlon-Langdistanz                |
| 21. Nov. 2021 | 1    | Ironman Mexico                                  | Cozumel        | 08:22:41 | Streckenrekord und persönliche Bestzeit auf der Ironman-Distanz |
| 6. Okt. 2019  | 1    | Ironman Barcelona                               | Calella        | 08:34:10 | Streckenrekord                                                  |
| 28. Apr. 2018 | 5    | Ironman Texas                                   | The Woodlands  | 08:46:49 |                                                                 |
| 24. Sep. 2016 | 4    | Ironman Mallorca                                | Alcúdia        | 09:28:58 |                                                                 |

| Datum/Jahr | Rang | Wettbewerb                          | Austragungsort | Zeit     | Bemerkung                 |
| ---------- | ---- | ----------------------------------- | -------------- | -------- | ------------------------- |
| 2016       | 1    | SWE Duathlon National Championships | Schweden       | 02:01:38 |                           |
| 2015       | 2    | SWE Duathlon National Championships | Upplands Väsby | 02:08:59 | Zweite hinter Eva Nyström |

(DNF – Did Not Finish)